# SIF1
SIF1 — видеокодек, использующий при сжатии особый алгоритм сжатия и оригинальную психовизуальную модель, адаптивную к локальным участкам на изображении. Кодек оптимизирован для эффективного сжатия видео высокого и среднего разрешения, в том числе с большим уровнем шумов в исходнике.

## Видеокодек SIF1
Кодек с алгоритмом «SIF-преобразование» был создан в 2000-м году и получил впоследствии название SIF1-кодек. Для видеокодека очень важен такой параметр, как порог квантования. Увеличение значения параметра влечет за собой ухудшение качества изображения из-за высокой степени сжатия. Несмотря на значение «40» этого параметра по умолчанию, при тестировании наиболее оптимальным оказалось — «30».
Данный кодек автоматически определяет смену планов и вставляет ключевые кадры.
Особенности данного кодека:
- низкая чувствительность к шумам входного изображения;
- низкий уровень артефактов декомпрессии;
- высокая гибкость алгоритмов сжатия, при этом есть возможность выбора параметра сжатия даже для изображения с минимальным размером 2х2 пикселя;
- существенные требования к процессору: желательная частота для комфортного просмотра фильмов, кодированных этим кодеком, более 1500 МГц;
- в кодеке использован базовый набор команд MMX;

Одним из недостатков SIF-преобразования является высокое требование к пропускной способности системной памяти и размеру кэша процессора.
Разработчик заявляет, что в каждой новой версии делается акцент на эффективность работы анализирующий части Core6, изменяется алгоритм работы квантователя, увеличиваются четкость декодируемого изображения, общая эффективность сжатия и улучшается работа на низких разрешениях, значительно улучшается и психовизуальная модель. Со временем будет внедрена поддержка SSE2, что повлияет на быстродействие.

## Настройки кодека
Описание настроек:
- Quantization level — порог квантования, основная настройка. При уменьшении порога квантования увеличивается качество изображения, вплоть до режима без потерь (точнее, близкого к такому режиму) при установке этого параметра в ноль. Кодек не рассчитан на этот режим и будет работать очень медленно и не так эффективно, как специализированные кодеки.

- Color quantization scaling — Определяет отношение уровней порогов квантования для яркостных и цветовых составляющих изображения. При увеличении этого значения увеличивается порог квантования для цветовых составляющих относительно яркостных. При установке этого значения на максимум порог квантования цветовых составляющих становится в три раза выше текущего порога квантования яркостных.

- Additional quantizer — Добавочный квантователь. Если увеличение порога основного квантователя уменьшает количество оставшихся деталей на изображении, то от уровня данного квантователя зависит точность передачи оставшихся деталей. При его увеличении детали передаются более грубо. Данный квантователь гораздо меньше влияет на конечную степень сжатия изображения, чем основной.

- Maximum I-frame interval — Максимальное расстояние между двумя соседними ключевыми кадрами. Кодек умеет автоматически определять смену планов и вставлять ключевые кадры туда, где это нужно.